# Codice ATC N06
Il codice ATC N06 "Psicoanalettici" è un sottogruppo terapeutico del sistema di classificazione Anatomico Terapeutico e Chimico, un sistema di codici alfanumerici sviluppato dall'OMS per la classificazione dei farmaci e altri prodotti medici. Il sottogruppo N06 fa parte del gruppo anatomico N dei disturbi del Sistema nervoso.
Codici per uso veterinario (codici ATCvet) possono essere creati ponendo la lettera Q di fronte al codice ATC umano: QN06 ... I codici ATCvet senza corrispondente codice ATC umano sono riportati nella lista seguente con la Q iniziale.
Numeri nazionali della classificazione ATC possono includere codici aggiuntivi non presenti in questa lista, che segue la versione OMS.

## N06A Antidepressivi

### N06AA inibitori non selettivi della ricaptazione delle monoamine
N06AA01 Desipramina
N06AA02 Imipramina
N06AA03 Imipramina ossido
N06AA04 Clomipramina
N06AA05 Opipramol
N06AA06 Trimipramina
N06AA07 Lofepramina
N06AA08 Dibenzepin
N06AA09 Amitriptilina
N06AA10 Nortriptilina
N06AA11 Protriptilina
N06AA12 Doxepina
N06AA13 Iprindolo
N06AA14 Melitracene
N06AA15 Butriptilina
N06AA16 Dosulepina
N06AA17 Amoxapina
N06AA18 Dimetacrina
N06AA19 Amineptina
N06AA21 Maprotilina
N06AA23 Quinupramina

### N06AB Inibitori selettivi della ricaptazione della serotonina
N06AB02 Zimelidina
N06AB03 Fluoxetina
N06AB04 Citalopram
N06AB05 Paroxetina
N06AB06 Sertralina
N06AB07 Alaproclato
N06AB08 Fluvoxamina
N06AB09 Etoperidone
N06AB10 Escitalopram

### N06AF Inibitori non selettivi della monoamino ossidasi
N06AF01 Isocarboxazide
N06AF02 Nialamide
N06AF03 Fenelzina
N06AF04 Tranilcipromina
N06AF05 Iproniazide
N06AF06 Iproclozide

### N06AG Inibitori delle monoamino ossidasi A
N06AG02 Moclobemide
N06AG03 Toloxatone

### N06AX Altri antidepressivi
N06AX01 Oxitriptan
N06AX02 Triptofano
N06AX03 Mianserina
N06AX04 Nomifensina
N06AX05 Trazodone
N06AX06 Nefazodone
N06AX07 Minaprina
N06AX08 Bifemelano
N06AX09 Viloxazina
N06AX10 Oxaflozan
N06AX11 Mirtazapina
N06AX12 Bupropione
N06AX13 Medifoxamina
N06AX14 Tianeptina
N06AX15 Pivagabina
N06AX16 Venlafaxina
N06AX17 Milnacipran
N06AX18 Reboxetina
N06AX19 Gepirone
N06AX21 Duloxetina
N06AX22 Agomelatina
N06AX23 Desvenlafaxina
N06AX24 Vilazodone
N06AX25 Hypericum
N06AX26 Vortioxetina
QN06AX90 Selegilina

## N06B Psicostimolanti, agenti usati per la Sindrome da deficit di attenzione e iperattività e nootropici

### N06BA Simpaticomimetici ad azione centrale
N06BA01 Amfetamina
N06BA02 Dexamfetamina
N06BA03 Dextrometamfetamina
N06BA04 Metilfenidato
N06BA05 Pemolina
N06BA06 Fencamfamina
N06BA07 Modafinil
N06BA08 Fenozolone
N06BA09 Atomoxetina
N06BA10 Fenetillina
N06BA11 Dexmetilfenidato
N06BA12 Lisdexamfetamina

### N06BC Derivati della xantina
N06BC01 Caffeina
N06BC02 Propentofillina

### N06BX Altri psicostimolanti e nootropici
N06BX01 Meclofenossato
N06BX02 Piritinolo
N06BX03 Piracetam
N06BX04 Deanolo
N06BX05 Fipexide
N06BX06 Citicolina
N06BX07 Oxiracetam
N06BX08 Pirisudanolo
N06BX09 Linopirdina
N06BX10 Nizofenone
N06BX11 Aniracetam
N06BX12 Acetilcarnitina
N06BX13 Idebenone
N06BX14 Prolintano
N06BX15 Pipradrol
N06BX16 Pramiracetam
N06BX17 Adrafinil
N06BX18 Vinpocetina
N06BX21 Mebicar
N06BX22 Fenibut

## N06C Psicolettici e psicoanalettici in combinazione

### N06CA Antidepressivi in combinazione con psicolettici
N06CA01 Amitriptilina e psicolettici
N06CA02 Melitracen e psicolettici
N06CA03 Fluoxetina e psicolettici

## N06D Farmaci anti demenza

### N06DA Anticolinesterasi
N06DA01 Tacrina
N06DA02 Donepezil
N06DA03 Rivastigmina
N06DA04 Galantamina
N06DA05 Ipidacrina
N06DA52 Donepezil e memantina
N06DA53 Donepezil, memantina e Ginkgo

### N06DX Altri farmaci anti demenza
N06DX01 Memantina
N06DX02 Ginkgo
N06DX30 Combinations